# Josep Güell i Guillaumet
Josep Güell i Guillaumet (Tàrrega, 3 de febrer del 1872 - 16 de novembre del 1930) va ser un activista targarí i figura cabdal per entendre com evolucionà la capital de l'Urgell a cavall dels segles XIX i XX.
Catalanista remarcable, promogué diverses entitats a la Unió Catalanista: l'Agrupació Catalanista de Tàrrega (1898) i la Lliga Catalanista d'Urgell i Segarra (1903). Va ser un personatge molt polifacètic, que es dedicà a la pintura, la música i la pedagogia. Alguns dels escrits sorgits de la ploma del Mestre Güell (com popularment se'l coneix), foren publicats en revistes com El Águila Tarraguense, La Renaixença o la Signon. L'historiador lleidatà Joaquim Capdevila diu que el Mestre Güell simbolitza "l'intel·lectual que es val de les arts com a motor de la recuperació social i la lluita així contra el materialisme de l'època".
En el terreny musical fou el director i fundador de l'Orfeó Nova Tàrrega el 1915, que assolí un gran nivell artístic. Ho demostren la seva actuació al Palau de la Música (1926) o l'execució d'Israel a Egipte de Händel (1918) o del Magnificat de Bach (1925). També va ser compositor, autor de molta música coral i de tres sardanes. Com a curiositat, també va promoure la pràctica de la gimnàstica rítmica. Va ser director de l'Escola de Gimnàstica Rítmica (1912) i membre de la Societat Lírica Carnicer (1900).

## Obres musicals
- A toc d'alba, sardana
- A un infant, cançó
- L'aplec de Sant Eloi, sardana
- Hortelana lleidatana, cançó
- El mercat de Tàrrega, cançó